# Criollo seychellense
El criollo seychelense o seychellense es una lengua criolla hablada en Seychelles. Es también conocida como Kreol o Seselwá (sechelois) está basada en el francés. La lengua es oficial en Seychelles junto con el francés y el inglés.

## Descripción
Desde 1976 el gobierno (tras la independencia de Seychelles) buscó ubicar la lengua como un idioma criollo separado con ortografía y gramática propia y para eso creó el Lenstiti Kreol (l'Institut créole o "Instituto Criollo").
Se usa el alfabeto latino para escribir la lengua, siendo estos conjuntos importantes ny, dy, ou, qu, ch, wa, ee.

### Texto
Esta es una muestra del texto del padrenuestro en este idioma:

Ou, nou papa ki dan lesyel,
Fer ou ganny rekonnet konman Bondye.
Ki ou renny i arive.
Ki ou lavolonte i ganny realize
Lo later parey i ete dan lesyel
Donn nou sak zour nou dipen ki nou bezwen.
Pardonn nou pour bann lofans
Ki noun fer anver ou,
Parey nou pardonn sa ki n ofans nou.
Pa les tantasyon domin nou,
Me tir nou dan lemal.